# La pantera del West
La pantera del West (The Oklahoma Woman) è un film del 1956 diretto da Roger Corman.

## Trama
Steve Ward giunge in una città dopo sei anni di carcere per rivendicare un ranch lasciatogli in eredità. In città si tanno svolgendo le elezioni per la carica di sindaco e una delle candidate è la temibile Marie "Oklahoma" Saunders, la proprietaria della saloon locale, che è dedita a rapine e angherie varie nei confronti degli altri cittadini. Steve si schiera presto dalla parte dell'altro candidato perché invaghito di sua figlia.

## Produzione
Il film è stato prodotto dalla Sunset Productions e diretto dal regista e produttore Roger Corman con un budget stimato in 60.000 dollari.

## Distribuzione
Il film fu distribuito nel 1955 in modalità double features (due film, al cinema o nei drive in, al prezzo di uno) insieme a L'adescatrice.
Alcune delle uscite internazionali sono state:
- 15 giugno 1956 negli Stati Uniti (The Oklahoma Woman)
- 18 luglio 1957 in Danimarca (Oklahoma vildkatten)
- 16 ottobre 1964 in Germania Ovest (Einer schoss schneller)
- in Italia (La pantera del West)
- in Venezuela (La pantera del oeste)
- in Messico (La tigresa de Oklahoma)

## Promozione
La tagline è: "Queen of the Outlaws, Queen of Sin!" ("Regina dei fuorilegge, regina del peccato!").

## Critica
Secondo il Morandini è un film modesto e un "western di serie B".